# 分子轨道理论

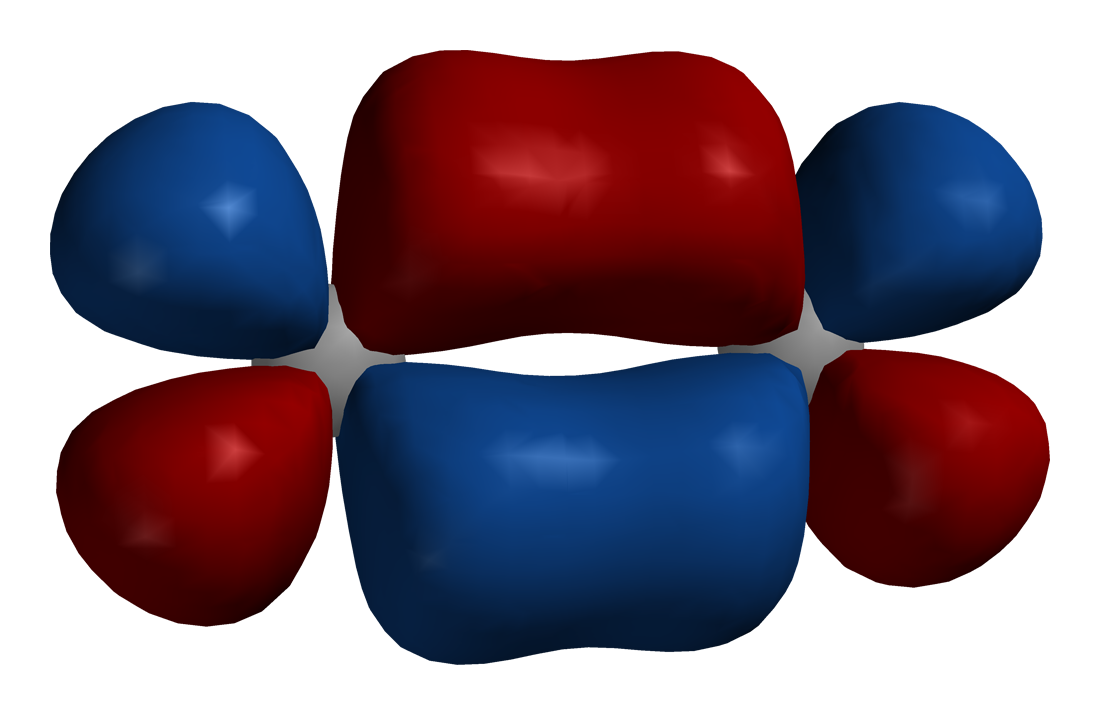
π分子轨道

分子轨道理论（英語：Molecular orbital theory），簡稱MO理论，是处理双原子分子及多原子分子结构的一种有效的近似方法，是化学键理论的重要内容。它与价键理论不同，后者着重于用原子轨道的重组杂化成键来理解化学，而前者则注重于分子轨道的了解，即认为分子中的电子围绕整个分子运动。
计算化学中常以原子轨道线性组合近似来计算分子轨道波函数：
{\displaystyle \psi _{j}=\sum _{i=1}^{n}c_{ij}\chi _{i}}
式中的cij系数可由将等式代入薛定谔方程以及应用变分原理求得。简单地讲，该方法意即，分子轨道由原子轨道组合而成。原子轨道波函数各乘以某一系数相加或相减，得到分子轨道波函数。组合时原子轨道对分子轨道的贡献体现在系数上，组合前后轨道总数不变。
利用分子轨道理论与价键理论通常只是从一个问题的两个方面去看问题，常常会得到相同的结论。只是有时分子轨道理论的思想与计算过于复杂，在研究简单问题时，价键理论反而更显得简单明了。或者说，价键理论对于分子定态的性质（键长，键角等）的解释和分子轨道理论相近，而分子轨道理论在研究和电子激发相关的性质时（分子颜色，光电子能谱等）更为有效

## 简介
分子轨道理论认为，分子轨道由原子轨道线性组合（linear combination of atomic orbitals，即LCAO）得到，分布在整个分子之中。分子轨道仅仅是一个薛定谔轨道，包含数个（通常只有两个）原子核。由此可衍生出成键、反键和非键轨道的概念：
- 如果组合得到的分子轨道能量比组合前原子轨道能量之和低，换句话说，原子核间电子云密度增大，那么所得分子轨道称作成键轨道；
- 如果组合得到的分子轨道能量比组合前原子轨道能量之和高，即原子核间电子云密度减小，则称作反键轨道，以*标注；
- 如果组合得到的分子轨道能量与组合前原子轨道能量之和相差不大，轨道上的电子对分子键合没有贡献，那么该分子轨道则称作非键轨道，常以n标注。

分子轨道法的基本要点，即LCAO-MO法的基本原则包括：
- 对称性匹配原则：原子轨道必须具有相同的对称性才能组合成分子轨道，参见对称运算。
- 最大重叠原则：原子轨道重叠程度越大，形成的化学键也越强。
- 能量相近原则：能量相近的原子轨道才能组合成有效的分子轨道。

除了遵照LCAO-MO的三条基本规则外，电子填充规则也适用于分子轨道理论：構築原理、泡利不相容原理以及洪德规则。
键级被定义为分子中成键电子总数减去反键电子总数再除以2得到的纯数，是分子稳定性的量度。键级大于零是分子存在的前提。

### 分子轨道的类型和符号
各种分子轨道具有不同的对称性，可依此将其分为σ、π与δ三种类型。
- σ分子轨道：对键轴呈圆柱形对称，成键σ轨道如σg1s为中心对称，反键σ轨道如σu1s为中心反对称，呈現軸對稱。
- π分子轨道：对平面xy反对称，只有一个含键轴的节面，对节面呈反对称性，呈現側面對稱。
- δ分子轨道：通过键轴节面的分子轨道，对两个节面都呈反对称性。